# Lisianthius jefensis
Lisianthius jefensis är en gentianaväxtart som beskrevs av André Georges Marie Walter Albert Robyns och T. S. Elias. Lisianthius jefensis ingår i släktet Lisianthius och familjen gentianaväxter. Inga underarter finns listade i Catalogue of Life.